# Telki, Pesta
Telki  este un sat în districtul Budakesz, județul Pesta, Ungaria, având o populație de 3.525 de locuitori (2011). 

## Demografie
Componența etnică a satului Telki
     Maghiari (91,53%)
     Germani (3,61%)
     Necunoscut (3,24%)
     Alții (1,62%)
Componența confesională a satului Telki
     Romano-catolici (38,87%)
     Fără religie (19,4%)
     Reformați (7,97%)
     Atei (2,84%)
     Luterani (1,16%)
     Necunoscută (28,31%)
     Alte religii (3,72%)
Conform recensământului din 2011, satul Telki avea 3.525 de locuitori. Din punct de vedere etnic, majoritatea locuitorilor (91,53%) erau maghiari, cu o minoritate de germani (3,61%). Apartenența etnică nu este cunoscută în cazul a 3,24% din locuitori. Nu există o religie majoritară, locuitorii fiind romano-catolici (38,87%), persoane fără religie (19,4%), reformați (7,97%), atei (2,84%) și luterani (1,16%). Pentru 28,31% din locuitori nu este cunoscută apartenența confesională.